# Gonomyia (Leiponeura) diacanthophora
Gonomyia (Leiponeura) diacanthophora is een tweevleugelige uit de familie steltmuggen (Limoniidae). De soort komt voor in het Neotropisch gebied.